# Lon of Lone Mountain
Lon of Lone Mountain é um filme mudo norte-americano de 1915, do gênero drama, dirigido por Joe De Grasse e estrelado por Lon Chaney. O filme é agora considerado perdido.

## Elenco
- Lon Chaney - Lon Moore
- Arthur Shirley -  O novo professor
- Marcia Moore - Melissa
- George Berrell - Dan Hadley - padrasto da Melissa (como George Burrell)